# Charles Étienne Guillaume Blandin de Chalain
Charles Étienne Guillaume Blandin de Chalain, né le 7 juin 1740 à Conliège, est un général français.

## Biographie

### Origines familiales
Cette famille aurait été anoblie par lettres patentes (non enregistrées) de Philippe IV en 1628, mais elle dut demander une autorisation de posséder en fief octobre 1712. Participe à l'assemblées de la noblesse de 1789 pour le bailliage de Poligny et pour celui de Lons-le-Saunier en Franche-Comté (Valette 2002, page 44). 
Né le 7 juin 1740 à Conliège (Jura), Charles-Étienne Blandin de Chalain est le fils d'Hugues Joseph Blandin, co-seigneur de Chalain, avocat en parlement, et de Marie Catherine Doyen de Laviron

### États de service
Il entre en service comme enseigne au Régiment de La Couronne le 22 décembre 1760, sous-lieutenant en 1763, Il participe aux campagnes d’Allemagne de 1760 à 1762. Il est promu lieutenant le 11 août 1764. 
Il est nommé lieutenant-colonel le 3 juin 1779, et il devient capitaine de grenadiers le 31 janvier 1786. Il est fait chevalier de Saint-Louis le 17 décembre 1786. Il commande la place de Guise le 12 octobre 1788. 
À partir de 1790, ayant rompu tout lien avec sa famille restée très hostile à la Révolution (ses cousins rejoignent l'Armée de Condé), il se fait appeler Charles-Étienne Chalain. Il devient lieutenant-colonel le 6 novembre 1791 au 45e régiment d’infanterie, et il est nommé colonel commandant ce régiment le 29 juin 1792. En avril 1793, il est employé au dépôt de Béthune.
Il est promu général de brigade le 30 juillet 1793, et il est suspendu de ses fonctions comme noble par les représentants du peuple le 17 août 1793. Il a vraisemblablement été éliminé, car on ne trouve plus aucune trace de lui après cette date ni dans les Archives militaires ni dans ses archives familiales.

## Sources
- Histoire de l'ancienne infanterie française, Volume 5, par Louis Susane, éd 1851, page 211
- Correspondance général de Carnot par Étienne Charavay, tome 2, édition 1894, imprimerie Nationale, page 260.
- Archives de Vincennes, dossier de général de brigade de Charles-Étienne Chalain, cote 8 Yd 205.